# Còtila
|  | Per a altres significats, vegeu Escif (ceràmica). |

Còtila (en llatí cotyla, en grec antic κοτύλη) era una mesura de capacitat romana; els romans li deien també heminae i era la meitat d'un sextarius (ξέστης). Contenia sis ciats (cyathi). Els grecs en deien kotyle.
Aquesta mesura va ser molt utilitzada pels metges per les seves fórmules, i per mesurar sobretot oli. Un recipient de banya o de terrissa de forma cúbica o cilíndrica amb la capacitat d'una còtila estava dividida en dotze parts iguals per línies marcades als seus costats. La gerra es deia litra i cada part una unça (uncia). Una còtila eren nou unces d'oli.
Aquesta mesura s'utilitzava tant per sòlids com per líquids. Tucídides parla en un lloc de dos còtiles de vi i en un altre de dos còtiles de pa. El nom de còtila també s'aplicava a un tipus de gerra anomenada escif.